# Ældrebyrde
Ældrebyrden er et udtryk, som somme tider anvendes som uofficiel betegnelse for de mulige økonomiske konsekvenser af, at befolkningen i Danmark og andre vestlige lande bliver ældre. Ordet har dog en nedsættende klang i manges ører. Det bruges derfor ikke i regeringspublikationer o.l, hvor der i stedet anvendes mere neutrale udtryk som "demografiske udfordringer" og lignende.
I Danmark vurderes det normalt, at den offentlige sektors langsigtede finansieringsproblemer som følge af det stigende antal ældre er blevet løst, først og fremmest via ændringer i aldersgrænserne for efterløn og folkepension. Det stigende antal ældre vil selvsagt dog fortsat påvirke samfundsudviklingen i de kommende årtier på en række forskellige måder.

## Årsager
I stort set alle vestlige lande er den andel af befolkningen, der er over 60 år, steget i de senere år, og den vil stige endnu mere i de kommende årtier. Der er to hovedårsager til denne udvikling: For det første blev der født nogle meget store fødselsårgange ved 2. verdenskrigs afslutning (i 1945 og de følgende år) - det såkaldte babyboom. Disse generationer er nu omkring 70 år gamle, har stort set forladt arbejdsmarkedet og afløses af nogle mindre generationer. For det andet stiger middellevetiden, så alle generationer kan regne med, at de i gennemsnit vil leve længere end deres ældre forgængere. Mens den første årsag er et midlertidigt fænomen, er den anden af permanent karakter. 

## Konsekvenser for de offentlige finanser
Denne udvikling vil alt andet lige svække de offentlige finanser i de berørte lande, fordi de ældre årgange typisk modtager offentlige pensioner og andre ydelser, når de forlader arbejdsmarkedet. Samtidig tjener de ikke arbejdsindkomst, hvormed skattegrundlaget bliver mindre. Da ældre menneskers sundhedstilstand generelt er ringere end yngres, betyder den demografiske udvikling også større udgifter til hospitalsindlæggelser, medicin, hjemmehjælp, plejehjem o.l.
I fravær af andre tiltag vil denne udvikling svække de offentlige finanser og finanspolitikkens holdbarhed. Derfor har mange økonomer peget på vigtigheden af, at man i de enkelte lande i god tid beslutter, hvordan man vil imødegå udviklingen ved at skabe en modvirkende forbedring af den offentlige saldo, enten i form af større skatteindtægter eller lavere offentlige udgifter eller evt. en kombination.

### Udviklingen i Danmark
I Danmark har spørgsmålet om, hvordan man skulle løse den offentlige sektors finansieringsproblem, som følger af de demografiske ændringer, været et vigtigt emne for den økonomiske og politiske debat siden 1990'erne. De økonomiske vismænd lavede således en analyse af problemet i 1998. Langsigtede beregninger af den forventede udvikling i arbejdsstyrken og den offentlige saldo og gæld blev fra det tidspunkt et vigtigt omdrejningspunkt for den økonomiske politik i Danmark. Beregningerne pegede generelt på, at Danmarks offentlige finanser havde et holdbarhedsproblem: Der var ikke sammenhæng mellem udgifter og indtægter på længere sigt, først og fremmest på grund af udsigterne til en arbejdsstyrke, der faldt som andel af befolkningen, og stigende udgifter til ældrepleje.
Det var baggrunden for nedsættelsen af Velfærdskommissionen i 2004-05, der skulle udarbejde forslag til at løse finansieringsproblemet. Såvel kommissionens arbejde som den offentlige diskussion om emnet i det hele taget har i vidt omfang handlet om at udsætte tilbagetrækningstidspunktet fra arbejdsmarkedet, især aldersgrænsen for, hvornår man kan få efterløn og folkepension. To større politiske forlig, nemlig velfærdsaftalen i 2006 og tilbagetrækningsreformen i 2011, har siden vendt billedet, så den danske arbejdsstyrke nu forventes at stige i stedet for at falde i de kommende årtier. Det forventes nu, at danskerne fremover vil komme til at arbejde flere år på arbejdsmarkedt i takt med den stigende levealder. De nugældende lovregler og Danmarks Statistiks befolkningsfremskrivninger peger således på, at efterlønsalderen i 2075 kan blive 71½ år og aldersgrænsen for at få folkepension 74½ år. Samtidig regnes finansieringsproblemet for den danske offentlige sektor foreløbig for at være løst med de centrale antagelser, der i dag normalt anvendes for den fremtidige udvikling i befolkningen og andre økonomiske variable. Dvs. at den danske finanspolitik vurderes at være grundlæggende holdbar i modsætning til situationen for et årti siden. Selvom der på længere sigt fortsat vil blive flere ældre over 65 år i forhold til 15-64-årige, forventes det nu ikke længere at betyde, at de beskæftigedes andel af befolkningen vil falde på lang sigt.

## "Ældrebyrde" og "ældrestyrke"
Udtrykket ældrebyrde er kontroversielt, og mange tager afstand fra det. Blandt andet anføres det, at nuværende og ikke mindst kommende generationer af ældre på mange måder vil være mere ressourcestærke end tidligere ældregenerationer. Således vil de generelt have en større pensionsopsparing og dermed også betale mere i skat. Ligeledes anføres det, at sundhedsudgifterne til de kommende generationer af ældre over 60 år vil være lavere på grund af de generelle forbedringer i sundheden. I den forbindelse snakker man i stedet om en "ældrestyrke", hvor man ser en tendens til at den ældre befolkning er aktive og gør sig gældende i samfundet på både mikro- og makro-niveau. En undersøgelse foretaget af Dansk Arbejdsgiverforenings nyhedsbrev Agenda  viser desuden at ældre i stigende grad bliver på arbejdsmarkedet. Andelen af ældre mellem 59 og 65 som er i job, er således steget 20 % fra 2008 til 2014.   